# Палаццо Контарини-даль-Дзаффо (Дорсодуро)
Палаццо Контарини-даль-Дзаффо, или Палаццо Контарини-Полиньяк) (итал. Palazzo Contarini Dal Zaffo, или итал. Palazzo Contarini Polignac) — дворец в Венеции, расположенный в сестиере (районе) Дорсодуро на Гранд-канале, между Палаццо Барбариго, Палаццо Брандолин-Рота и Мостом Академии. Построен во второй половине XV века, перестроен в 1562—1582 годы по заказу знатной венецианской семье Контарини. Внутри здания сохранились фрески венецианского живописца Джованни Доменико Тьеполо, старшего сына выдающегося мастера Джованни Баттисты Тьеполо.

Моне К. Палаццо Контарини в Венеции. 1908. Холст, масло. Музей изобразительных искусств Санкт-Галлен, Швейцария

## История
Название палаццо связано с именем заказчика Джорджо Контарини, первого герцога Яффо (Herzog von Jaffa — города Яффа в Палестине), на венецианском диалекте: Дзаффо (Zaffo). Семья Контарини была одной из двенадцати благороднейших семей Венеции, среди её представителей значится восемь дожей Венецианской республики, четыре патриарха, сорок четыре прокуратора Сан-Марко. Семья Контарини дала своё имя нескольким дворцам в Венеции.
Архитектор здания неизвестен. Постройку приписывают Джованни Буора, Мауро Кодуччи или Пьетро Ломбардо. Члены семьи Контарини даль Дзаффо, чей одноимённый дворец в Каннареджо также известен, отремонтировали старое здание между 1562 и 1582 годами, не меняя внешнего вида.
Дворец оставался в их владении до 1783 года, когда был продан торговцам Манцони, родом из Бергамо. После дальнейшего перехода в собственность семьи Ангаран в 1900 году здание было приобретено Виннареттой Зингер, наследницей миллионеров и принцессой де Полиньяк, чей муж, композитор Эдмон де Полиньяк, умер в следующем году. Дом унаследовали её племянницы, от которых он получил название «Палаццо Контарини Полиньяк».
В годы владения семьи Зингер дворец стал местом проведения знаменитых интеллектуальных салонов и музыкальных вечеров, на которых играли Артур Рубинштейн, Фриц Крейслер, Владимир Горовиц, Игорь Стравинский, выступали певцы Энрико Карузо, Нелли Мелба и Луиза Тетраццини. Летом 1932 года Франсис Пуленк представил премьеру Итальянского концерта для двух фортепиано. В 1908 году Клод Моне дважды писал вид дворца из гондолы. Во время поездки в Венецию Моне часть времени проводил в расположенном напротив Палаццо Барбаро.
Палаццо Контарини до настоящего времени является частной резиденцией семьи Полиньяк. Дворец был отреставрирован в период с 2004 по 2007 год. Во время международных художественных выставок Венецианская биеннале Венецианской биеннале палаццо часто становится местом проведения различных художественных мероприятий. С 2014 года американская некоммерческая организация, занимающаяся сохранением произведений искусства и архитектуры, «Save Venice» (Спасти Венецию) поддерживает библиотеку и учебный центр в Палаццо Контарини-Дорсодуро. В библиотеке центра по состоянию на 2019 год находится 4000 томов.

## Архитектура
Типично ренессансный фасад дворца состоит из трёх уровней, облицован мрамором, который придает ему особую красоту. Высокие арочные окна, опирающиеся на колонки в центре, небольшие круглые розетки придают облику дворца классицистический вид. Однако специалисты видят в нём соединение византийских, тосканских и ломбардских традиций.
Правая сторона здания граничит с Палаццо Брандолин Рота, а противоположный фасад с тремя окнами на втором этаже и крытой террасой на первом, открывается в сад, выходящий на Гранд-канал и граничащий с Палаццо Бальби Валье. С противоположной стороны здание выходит во двор с оригинальным колодцем.
Внутри здания в хорошем состоянии сохранилось несколько фресок работы Джандоменико Тьеполо.